# Kulturistika

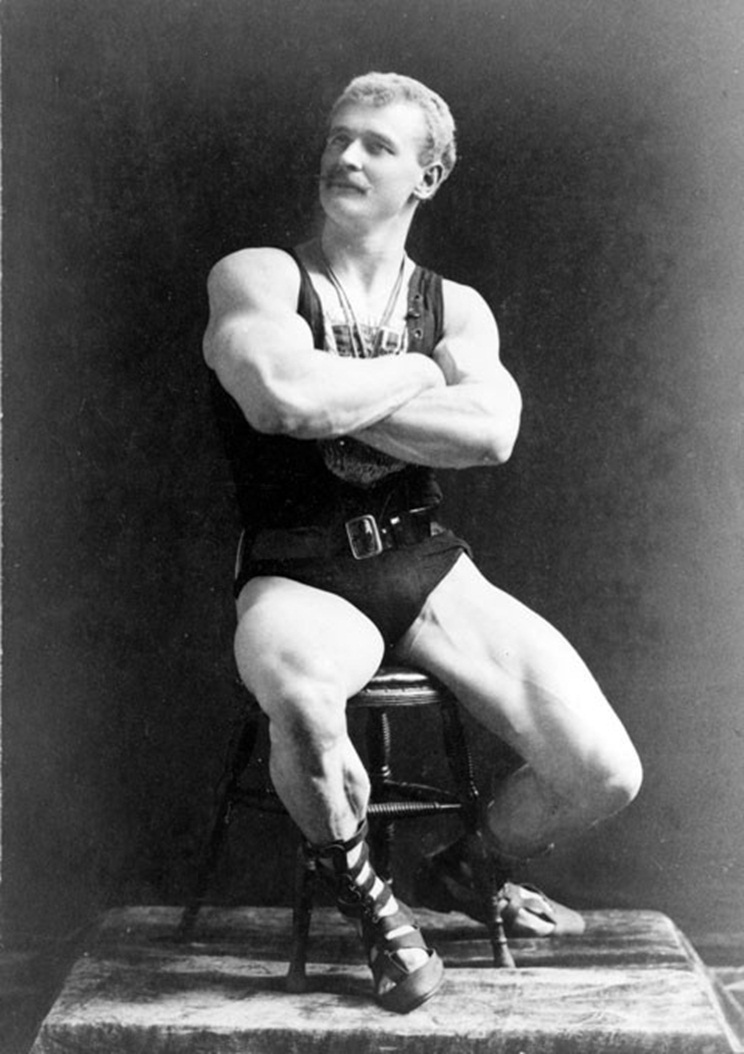
Eugen Sandow

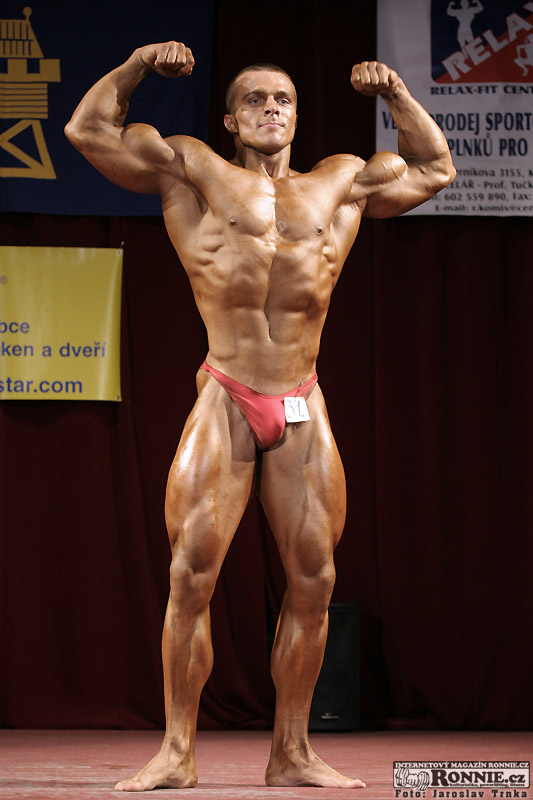
František Huf

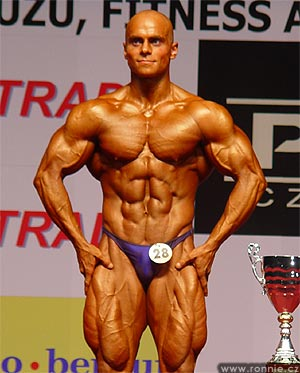
Lukáš Osladil

Kulturistika je individuální sport, jehož cílem je dosáhnout požadovaného vzhledu těla. Podle jednotlivých soutěžních kategorií se přitom hodnotí mohutnost a vyrýsovanost svalstva, množství podkožního tuku, objem svalové hmoty, hloubka a tvrdost svalů, jejich žilnatost, symetrie, estetičnost postavy apod. Zásadními kritériemi jsou široká záda i ramena, úzký pas a v závislosti na soutěžní kategorii pak velmi mohutné nebo naopak spíš esteticky vypracované svalstvo nohou. Příprava probíhá posilováním doma, v posilovnách a fitness centrech. Velmi důležitou roli hraje správná strava zaměřená na dostatečný přísun potřebných živin, zejména bílkovin, kvalitních sacharidů a minimum cukru. Někteří kulturisté však urychlují nárůst svalové hmoty pomocí zakázaných látek (doping), jako jsou např. anabolické steroidy.

## Dějiny kulturistiky
Tvarování těla prostřednictvím zdvihání závaží je známé již z antické doby, ale jako samostatný sport se kulturistika prosadila až koncem 19. století. Zpočátku byla rozšířena především v USA a do Evropy se dostala až po druhé světové válce. Mezinárodní asociace International Federation of Body Building (IFBB) byla založena bratry Benem a Joem Weiderovými již v roce 1946, uznání za oficiální sport se však kulturistika dočkala až v roce 1968. V současné době nese mezinárodní asociace název International Federation of Bodybuilding & Fitness, ale původní zkratku IFBB používá stále.
Se základy vlastní kulturistiky v dnešním pojetí se setkáváme v druhé polovině 19. století, kdy se začalo s vědeckým zkoumáním silových cvičení a s jejich systematickým řízením. V Evropě a v Americe vznikaly různé cvičební systémy a školy. Největší postavou z této doby a vlastním zakladatelem moderní kulturistiky je Eugen Sandow (1867–1925), původem Němec (vlastním jménem se jmenoval Müller). Jeho kniha Body-Building (vydaná v roce 1903 v Londýně) se stala základem dnešní kulturistiky v Evropě a v Americe. Název knihy dal jméno celému hnutí a v anglicky mluvících zemích je ho dosud oficiálně používáno.
Sandowým pokračovatelem s nemenšími zásluhami o rozvoj kulturistiky především v USA je John Grimek z rodiny slovenských vystěhovalců. Johna G. Grimka vystřídal na stupních vítězů Steve Reeves. Nástupcem Steve Reevese byl Larry Scott, první držitel nejvyššího zavedeného uznání Mr. Olympia.
V ČSSR kulturistika vznikla v polovině šedesátých let 20. století, jak píše bývalý předseda komise kulturistiky Vojtěch Fiala. K vrcholným kulturistům této doby patří Juraj Višný, Juraj Pipasík a Milan Okša z Bratislavy, Josef Bartoš z Písku, Luděk Nosek z Mariánských Lázní, Rudolf Petr z Chomutova.

## Strategie
Kulturisté používají pro rozvoj své muskulární hypertrofie tři hlavní způsoby:
- posilování (typicky zvedání činek v patřičném počtu opakování a sérií)
- strava – převaha proteinů (bílkovin)
- odpočinek - je také velmi důležitý a občas podceňovaný